# Glück auf Raten (1995)
Glück auf Raten (Alternativtitel: Peter Bongartz Special) ist ein von Dagmar Damek inszeniertes Unterhaltungs-Special für das ZDF mit Peter Bongartz in einer Doppelrolle aus dem Jahr 1995. Es ist in zwei 20-minütige Teile mit den Titeln Die Prophezeiung und Ein wahres Goldstück unterteilt.

## Handlung
Im ersten Teil Die Prophezeiung geht es um einem Theologieprofessor, der Wahrsagerei zunächst für Unfug hält, aber durch eine unerwartete und für ihn nicht einzuordnende Situation, doch der Sache Glauben schenkt.
Im zweiten Teil Ein wahres Goldstück geht es um Ivo, der sich von seiner Ehefrau Anna getrennt hat. Seine Freundin Marie will die Ehe der beiden Kampfgeister retten und gibt Ivo Tipps, wie er Anna wieder für sich gewinnen kann. Sie gibt ihm den Ratschlag, mit Anna eine gemeinsame Aufgabe zu teilen, um zu vermeiden, dass sie sich weiter auseinanderleben. Als seine Freundin Marie schließlich verstirbt, vermacht sie dem getrennten Ehepaar ein Rennpferd und bittet in einem Abschiedsbrief darum, dass sie beide um dieses gemeinsam kümmern sollen.

## Produktionshintergrund
Glück auf Raten wurde von der Phoenix Film Karlheinz Brunnemann GmbH & Co. Produktions KG mit Sitz in Berlin produziert (heute UFA Fiction). Bereits 1993 entstanden je ein Unterhaltungs-Special mit Heiner Lauterbach unter dem Titel Nicht nur der Liebe wegen  sowie Kein perfekter Mann mit Walter Plathe in einer Doppelrolle.